# Skibbrogade (Kalundborg)
Skibbrogade er en gade i Kalundborg, der strækker sig fra slutningen af Kordilgade og ned mod havnen til Vestre Havnevej. Gaden var tidligere gågade i den nordlige ende, men i 2007 blev den åbnet for trafik på grund af ombygningen af den firkantede rundkørsel til Klostertorvet. Åbningen af gaden medførte trafikale problemer og diskussion om, hvorvidt gaden skulle forblive åben for biltrafik. I 2010 besluttede byrådet, at gaden igen skulle være gågade.
Gaden støder op til byens hovedstrøg, Lindegade, og på hjørnet mellem de to gader ligger bindingsværkshuset Lindegade 1-3.